# Kopár-szigetek
A Kopár-szigetek (avagy Sivatag-szigetek, portugálul Ilhas Desertas) a Madeira-szigetek csoportjának tagjai. A csoport három, észak-északnyugat–dél-délkeleti csapású vonulatban álló szigete Madeira keleti végpontja, a Szent Lőrinc-félsziget folytatásában, a félsziget végétől mintegy 21 km-rel dél-délkeletre sorakozik. A szigetcsoport szélső koordinátái:
- északi szélesség 32°24'–32°35';
- nyugati hosszúság 16°28'–16°33'.

A három sziget:
- Deserta Grande (10 km²; legmagasabb pontja 442 m),
- Bugio (3 km²; legmagasabb pontja 348 m),
- Chão (1 km²; legmagasabb pontja 98 m),

együttes területük 14,23 km².
A szigeteken, mint nevük is mutatja, nincs folyóvíz (a Deserta Grande szigeten van egy forrás) és rendkívül gyér a növényzet, amit a portugál tengerészek által behurcolt kecskék, nyulak és rágcsálók szinte letaroltak. A szigetek jelenleg lakatlanok; Deserta Grandén a 19. században még néhány szegény halászcsalád élt. 
1990. május 23-án a három szigetet, mint a Földközi-tengeri barátfóka legfontosabb élőhelyét különlegesen védett területté nyilvánították; a szigetcsoport 1992 óta Európa biogenetikai tartalékának része, ezért csak külön engedéllyel látogatható. A védetté nyilvánítás óta a fókák száma örvendetesen nő. Az élővilág nevezetessége még egy endemikus tarantula faj. Él még itt 18 madárfaj és néhány hüllő is.
A szigetcsoport közigazgatásilag Madeira Santa Cruz járásához tartozik.